# Jean Amanrich
Jean Amanrich (Perpignano, 11 giugno 1893 – Saint-Cloud, 10 febbraio 1963) è stato un ammiraglio francese.
Combattente sia nella prima che nella seconda guerra mondiale, è stato un famoso pilota di idrovolanti, compresi quelli ad alta velocità destinati a partecipare alla Coppa Schneider.

## Biografia
Nacque a Perpignano l'11 giugno 1893, e dopo aver studiato a Sorèsa (1901-1902) entrò nell'Ecole Navale della Marine nationale il 1º ottobre 1911. Tra il 1913 e il 1914 effettuò la tradizionale crociera d'istruzione a bordo dell'incrociatore scuola Jeanne d'Arc. Il 5 ottobre 1914 ottenne la nomina a sottotenente di vascello di 2ª classe, destinato a prestare servizio presso la base navale di Tolone, dove si imbarcò sulla torpediniera Fanfare. Il 23 dicembre dello stesso anno, durante una missione di ricognizione nello stretto dei Dardanelli, effettuata a bordo di una baleniera, rimase ferito quando la nave fu colpita dal fuoco nemico. La sua brillante prestazione in questa azione gli valse la concessione della Croix de guerre e del titolo di Cavaliere della Legion d'onore.
Successivamente si imbarcò sulla corazzata Richelieu e poi sul cacciatorpediniere Mousqueton. Il 26 aprile 1916 fu promosso sottotenente di vascello di 1ª classe, e nel 1917 venne assegnato alla Direzione movimentazione del porto di Brest, dove rimase fino al termine delle ostilità.
Dopo la fine della prima guerra mondiale si imbarcò per un breve periodo sul rompighiaccio Olga. Il 21 ottobre 1919 fu promosso tenente di vascello, ed ammesso al frequentare la Scuola d'aviazione di Istres. Nel 1920 frequentò il Centre d'Aviation Maritime (C.A.M.) sulla laguna di Berre, vicino a Marsiglia, passando poi al centro di formazione di Saint-Raphaël. Nello stesso anno entrò a far parte del gruppo di piloti da caccia, di cui assunse il comando nel settembre dell'anno successivo. Il 1 agosto 1922 era stata creata la prima squadriglia da caccia della Marine nationale, designata C 10, di cui egli fu il suo primo comandante, mantenendo tale incarico fino al 30 ottobre 1924. In quello stesso anno fu destinato al centro aeronautico di Saint Cyr. Nel 1925, mentre prestava servizio come comandante del servizio trasferimenti della marina, il suo idrovolante ebbe un guasto meccanico e precipitò nella Senna, ed egli riportò la frattura di una gamba. Il 12 giugno 1925 accompagnò il comandante Paul Teste nel suo ultimo tragico volo, rimanendo leggermente ferito.
Nel 1927 si imbarcò a bordo dell'incrociatore corazzato Jules Michelet, effettuando una crociera nell'Estremo Oriente che terminò nel 1929. Il 7 luglio di quello stesso anno fu promosso al grado di capitano di corvetta, ritornando poi all'aviazione navale, assegnato alla base di Orly. Il 12 novembre successivo assunse il comando della Section d'Entrainement des Hydravions Rapide sulla Laguna di Berre, in vista della partecipazione della squadra francese al Trofeo Schneider del 1931. Al termine dell'esperienza assunse il comando della base navale di Karoubi, in Tunisia, appartenente alla IV Regione Marittima di Biserta, ricoprendo tale incarico fino al 10 aprile 1933. Promosso capitano di fregata il 1 luglio dello stesso anno, rientrò successivamente in Tunisia, a Kerouba, rimanendovi fino al 1935, quando in quello stesso anno eseguì un volo Biserta-Timbuctù-Biserta che gli valse un riconoscimento da parte dall'Aero Club de Francia. Il 2 luglio 1935 assunse il comando dell'avviso coloniale Dumont d'Urville, di stanza a Tolone. Il 1º aprile 1938 fu nominato comandante della Squadra Aerea dell'Atlantico, con Quartier generale a Brest.
Il 1º gennaio 1940 viene promosso capitano di vascello assumendo il comando dell'incrociatore pesante Algérie, che mantenne fino alla fine del 1941. Nel 1942 assunse il comando dell'aviazione navale del Nord Africa, con Quartier generale ad Algeri, e nel novembre dello stesso anno fu promosso contrammiraglio. Nel 1943 entrò a far parte dell'Ispettorato generale dell'aviazione navale, e tra il giugno 1944 e l'ottobre 1945 comandò la marina francese di stanza in Algeria, e prese parte alla repressione della rivolta. del maggio-giugno 1945. Lasciata l'Africa andò in Germania, operando come Aiutante del generale comandante del settore di occupazione francese. Il 19 novembre 1945 fu insignito del titolo di Commendatore della Legion d'onore. Promosso al grado di viceammiraglio nel giugno 1946, assume il comando della marina francese presente in Madagascar. Lasciò il servizio attivo nel 1949, ritirandosi definitivamente il 1º gennaio 1953. Muore a Saint-Cloud il 10 febbraio 1963.

## Pubblicazioni
- Essai historique sur l'Aéronautique navale (1910-1946), 1946
- Deux avatars d'un amiral, La Maison du Livre français, Paris, 1949
- L'Enffritement d'un Empire, L. Rodstein, Paris, 1950
- Diego-Suarez, base stratégique, articolo apparso su Revue Défense Nationale 6 (giugno 1950), p. 662-674
- Douhet ha caducado, articolo apparso in Spagna su Ejército n.131 (1950), p. 64-65 (traduzione dell'articolo originale pubblicato su Maritime Revue, ottobre 1950)
- Une Francaise, Maryse Bastié, Baudinière, Paris, 1953
- Brefs combats, Baudinière, Paris, 1960